# Stumptown
A Stumptown Greg Rucka író és Matthew Southworth rajzoló képregénysorozata, mely az Oni Press kiadásában jelent meg 2009 és 2010 folyamán. A mű egy Portlandben, Oregon államban játszódó, kevésbé noir hangulatú, inkább modern kori detektívtörténet, melynek főszereplője egy magánnyomozó, Dexedrine Callisto Parios. Rucka nyilatkozata szerint a szereplő ötlete nagyjából tíz éve érlelődött benne, és egyes elemei számos más írásában is megjelentek ez idő alatt.
A Stumptown 2011-ben az amerikai képregényszakma egyik legelismerőbb kitüntetésének, az Eisner-díjnak várományosa volt a legjobb minisorozat kategóriájában.